# Johann Georg Fischer (Dichter)

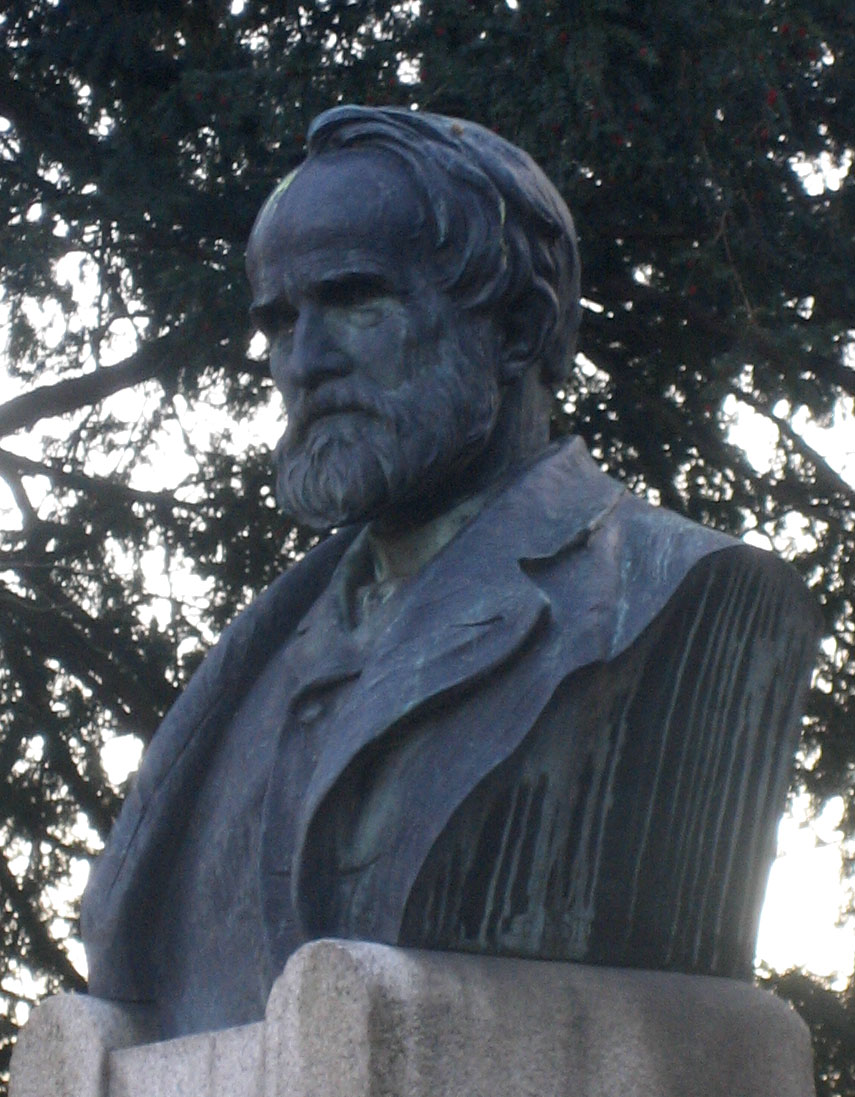
Denkmal für Fischer von Emil Kiemlen, 1900

Johann Georg Fischer (* 25. Oktober 1816 in Groß-Süßen, Königreich Württemberg; † 4. Mai 1897 in Stuttgart) war ein deutscher Lyriker und Dramatiker.

## Leben
Fischers Vater, ein Zimmermann, starb 1826, die Mutter 1835. Nach dem Besuch des Lehrerseminars in Esslingen von 1831 bis 1833 wurde er Schulgehilfe und Unterlehrer an verschiedenen Orten. Nach einer weiteren Ausbildung an der Universität Tübingen zum Realschullehrer 1841–43 mit nachfolgend verschiedenen Dienstorten kam er ab 1845 an die Elementarschule nach Stuttgart. Er wurde deren Leiter, ebenso erhielt er die Leitung der kaufmännischen Fortbildungsschule Stuttgart übertragen. 1857 promovierte er in Tübingen zum Dr. phil. Von 1862 bis 1885 wirkte er als Professor und später als deren Leiter an der Oberen Stuttgarter Realschule.
Johann Georg Fischer entwickelte sich in seiner Stuttgarter Zeit zum gefeierten Lyriker und Dramatiker. Besonders seine 24 Reden an den Geburtstagen Friedrich Schillers machten ihn populär. Für seine Verdienste um die Errichtung des dortigen Schiller-Nationalmuseums, der Renovierung von Schillers Geburtshaus und der Errichtung des Schillerdenkmals 1876 ernannte ihn die Stadt Marbach am Neckar zum Ehrenbürger. Seinen siebzigsten Geburtstag feierte Stuttgart wie ein Volksfest.
Auch in seinem Heimatort erhielt er die Ehrenbürgerwürde.
Hochgeehrt starb Johann Georg Fischer am 4. Mai 1897 im 81. Lebensjahr in Stuttgart. Seine Ruhestätte auf dem Pragfriedhof ist denkmalgeschützt.
Gedichte Fischers wurden u. a. vertont von Alban Berg, Max Reger, Franz Lehár, Heinrich von Herzogenberg und Friedrich Silcher.

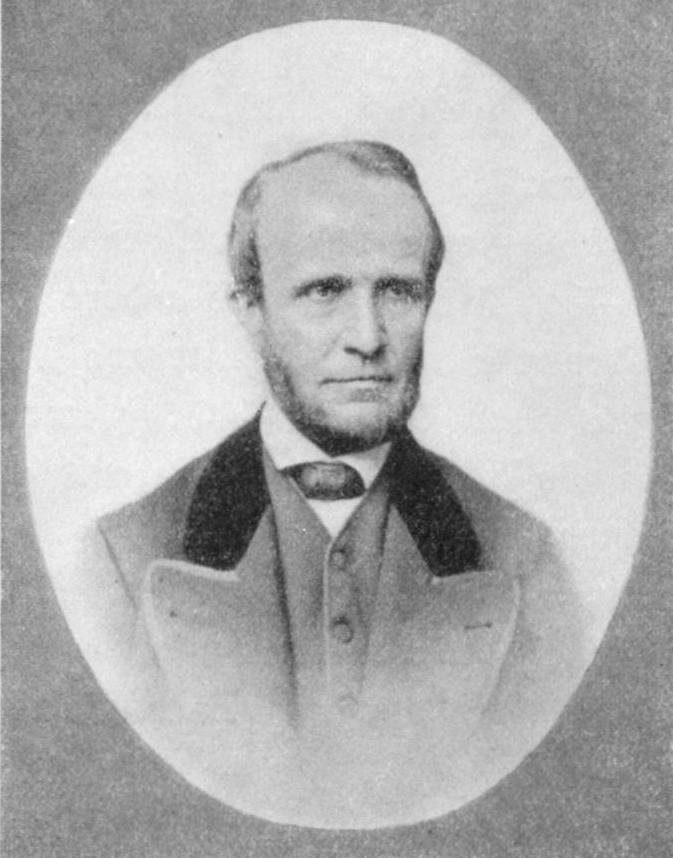
Porträt von Johann Georg Fischer

- 1900 wurde in Stuttgart-West eine Bronzebüste als Denkmal von Professor Emil Kiemlen (Guss: Paul Stotz) für den Dichter aufgestellt (am Ende der Grünanlage in der unteren Hasenbergsteige, auf Höhe des Hauses Hasenbergsteige 17, Koordinaten: 48,76748° N, 9,161353° O).
- In Süßen erinnert noch ein Denkmal an der nach ihm benannten Schule an ihn.

Fischers Sohn aus erster Ehe ist der Germanist Hermann Fischer. Ein Enkel des Dichters ist der Pathologe Walther Fischer.
Fischers Geburtshaus in Süßen wurde am 16. Juli 2000 bei einem Brand stark in Mitleidenschaft gezogen. Dies veranlasste die Stadtverwaltung und den Gemeinderat, das Gebäude abreißen zu lassen, da es auch vom Denkmalamt keine Bedenken gab und das Gebäude in seiner ursprünglichen Form bereits mehrmals verändert worden war.